# Nörd-Källopptjärnen
Nörd-Källopptjärnen är en sjö i Sollefteå kommun i Ångermanland och ingår i Ångermanälvens huvudavrinningsområde. Sjön har en area på 0,0212 kvadratkilometer och ligger 287,2 meter över havet.

## Delavrinningsområde
Nörd-Källopptjärnen ingår i det delavrinningsområde (701733-157576) som SMHI kallar för Utloppet av Björkingssjön. Medelhöjden är 249 meter över havet och ytan är 8,68 kvadratkilometer. Räknas de 6 avrinningsområdena uppströms in blir den ackumulerade arean 35,84 kvadratkilometer. Strinneån som avvattnar avrinningsområdet har biflödesordning 2, vilket innebär att vattnet flödar genom totalt 2 vattendrag innan det når havet efter 39 kilometer. Avrinningsområdet består mestadels av skog (85 procent). Avrinningsområdet har 0,73 kvadratkilometer vattenytor vilket ger det en sjöprocent på 8,4 procent.